# وینستن هیبلر
وینستن هیبلر (انگلیسی: Winston Hibler؛ ‏ ۸ اکتبر ۱۹۱۰ – ۸ اوت ۱۹۷۶) فیلم‌نامه‌نویس، بازیگر، کارگردان فیلم و تهیه‌کننده فیلم اهل ایالات متحده آمریکا بود. وی بین سال‌های ۱۹۴۸ تا ۱۹۷۶ میلادی فعالیت می‌کرد.
از فیلم‌هایی که وی در آن نقش داشته‌است، می‌توان به آخرین روزهای پمپی، گربه جنگلی، برهوت سفید و پیتر پن اشاره کرد.